# Latrecey-Ormoy-sur-Aube
Latrecey-Ormoy-sur-Aube ist eine französische Gemeinde mit 275 Einwohnern (Stand: 1. Januar 2022) im Département Haute-Marne in der Region Grand Est (bis 2015 Champagne-Ardenne). Sie gehört zum Arrondissement Chaumont und zum 2003 gegründeten Gemeindeverband Trois Forêts. Die Einwohner werden Latrecéens genannt.

## Geografie
Latrecey-Ormoy-sur-Aube liegt am Rand der Landschaft Bassigny, etwa 23 Kilometer südwestlich von Chaumont. An der westlichen Gemeindegrenze verläuft der Fluss Aube. Umgeben wird Latrecey-Ormoy-sur-Aube von den Nachbargemeinden Dinteville im Norden und Nordwesten, Châteauvillain im Norden und Osten, Coupray im Osten und Südosten, Dancevoir und Veuxhaulles-sur-Aube im Süden, Montigny-sur-Aube im Südwesten, Gevrolles im Westen sowie Lanty-sur-Aube im Nordwesten.

## Bevölkerungsentwicklung
| Jahr                       | 1962 | 1968 | 1975 | 1982 | 1990 | 1999 | 2006 | 2011 | 2019 |
| Einwohner                  | 401  | 389  | 436  | 392  | 371  | 339  | 336  | 303  | 291  |
| Quellen: Cassini und INSEE |      |      |      |      |      |      |      |      |      |

## Sehenswürdigkeiten
- Kirche Saint-Pierre-ès-Liens in Latrecey aus dem 18. Jahrhundert, Monument historique
- Kirche Saint-Martin in Ormoy-sur-Aube

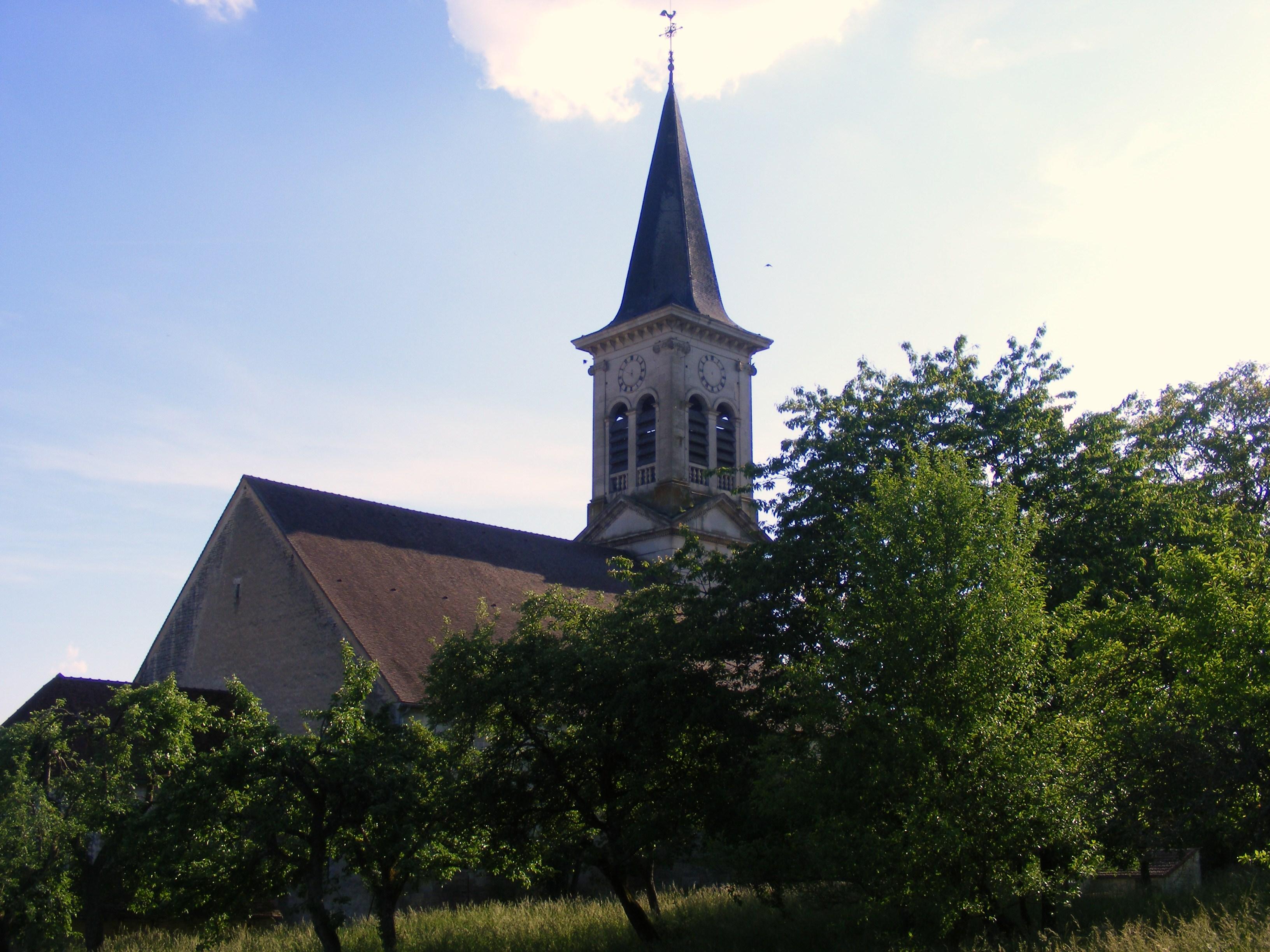
Kirche Saint-Pierre-ès-Liens

## Belege
1. ↑  Latrecey-Ormoy-sur-Aube auf cassini.ehess.fr (französisch)
2. ↑  Latrecey-Ormoy-sur-Aube auf INSEE